# Dvojjazyčná kniha
Bilingvní (či dvojjazyčná) kniha je druh knihy, která obsahuje text ve dvou různých jazycích (obvykle originální text a překlad).
Text může být rozvržen tak, že obě verze leží paralelně proti sobě (zrcadlový překlad), aby bylo možné textové verze porovnávat (nejčastěji je levá strana v jednom jazyce a pravá v jazyce druhém).
Takové knihy je možno využít k výuce jazyků, přičemž jeden z jazyků je mateřským jazykem studenta a druhý cizí jazyk, který se chce naučit.
První bilingvní texty se objevují od třetího tisíciletí před naším letopočtem, od dob nejstarších písemných textů. Byly nalezeny sumersko-akkadské lexikony, jejichž vznik se datuje do doby 2 400 let př. n. l. Akkaďané, kteří si podrobili Sumer do té míry, že původní jazyk zcela zanikl, nejspíš tyto seznamy slovíček vytvářeli pro výuku písařů. Existují i čtyřjazyčné lexikony, které obsahují churritštinu a ugaritštinu.
Nejslavnější starověká bilingvní památka je Rosettská deska, jejíž vznik se datuje do roku 196 př. n. l. Deska představuje dekret vyhlašující božský kult krále Ptolemaia V., řeckého krále z dynastie Lágovců, kteří v Egyptě vládli od smrti Alexandra Velikého. Text je napsán v klasické řečtině a egyptštině, a to ve třech přepisech: v řecké abecedě a v hieroglyfickém a démotickém písmu.
Bilingvní texty se dále rozvíjejí od 3. století s šířením křesťanství v Římské říši. Samotný text Bible je ve dvou jazycích: Starý zákon je psán hebrejsky a Nový zákon řecky. Ve 3. století n. l. vytvořil Órigenés, vzdělaný křesťan ze severní Afriky, pro svou vlastní potřebu takzvanou Hexaplu, ve které jsou čtyři překlady Starého zákona do klasické řečtiny srovnávány s hebrejským textem. Ve 4. století také vznikl jeden z největších biblických dvojjazyčných rukopisů, Codex Bezae Cantabrigiensis. Je psán unciálami na velínovém papíře a řádek po řádku představuje Nový zákon s jeho latinským překladem.

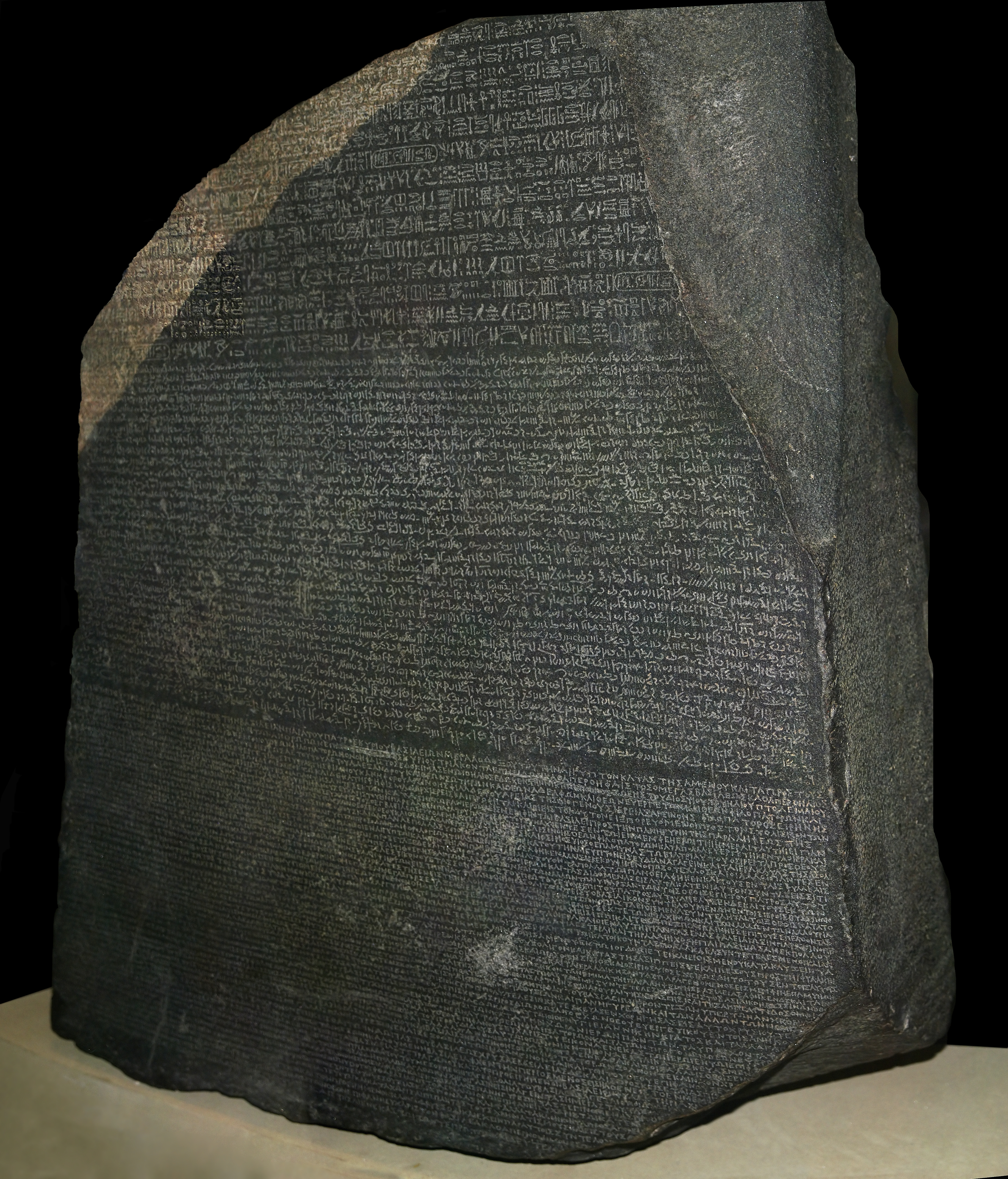
Rosettská deska

Během středověku vzniklo pouhé minimum dvojjazyčných knih, výjimkou jsou oficiální texty jako Štrasburské přísahy z roku 842. Dvojjazyčné rukopisy se znovu objevily ve 14. století. Opravdového rozkvětu se bilingvní literatura dočkala v renesanci, společně s rozvojem knihtisku, ze začátku zejména za účelem vzdělávání. Vycházejí seznamy slovíček jako Vocabulary in French and English (1483) od Williama Caxtona, pedagogická díla jako L’esclarcissement de la langue françoyse od Angličana Johna Palsgravea, které vyšlo roku 1530 v Londýně, či dvojjazyčné slovníky jako Dictionarium od Ambrogia Calepina (1502). Nová vydání tohoto latinsko-italského slovníku vycházela po celé století, každá verze byla dále obohacena. Poslední vydání z roku 1588 sestávalo z jedenácti odlišných jazyků. Ve Francii vydal slavný tiskař Robert Estienne Le dictionnaire français-latin, autrement les Mots français et la manière d’user d’iceux, tournés en latin z roku 1538.
Další oblastí, na kterou se zaměřila renesanční dvojjazyčná produkce, byla starověká literatura. Vznikaly tedy překlady starověkých řeckých básníků a vycházely ve dvojjazyčných vydáních. Specialisty na dvojjazyčné řecko-latinské verze textů v klasické řečtině s meziřádkovým překladem se v 16. století stali švýcarští tiskaři z města Bâle. Vycházela tak díla největších řeckých autorů – roku 1551 Homér či Euripidés v roce 1562. Stejně tak Francouz Jean Crespin, tiskař pobývající po náboženských nepokojích v Ženevě, vydal mezi roky 1550 a 1572 většinu řeckých básníků ve dvojjazyčném vydání.
Také Bible vycházela ve dvoj- a vícejazyčných verzích. Roku 1516 vydal humanista Erasmus Rotterdamský Nový zákon v novém překladu v řecko-latinské verzi. Zároveň španělský kardinál Francisco Jiménez de Cisneros s přispěním židovských vzdělanců a profesorů z univerzity v Alcalá de Henares inicioval ještě působivější nakladatelský projekt: trojjazyčnou Bibli v hebrejštině, řečtině a latině. Dílo zvané Komplutenská polyglota vyšlo v šesti svazcích mezi lety 1514 a 1520. Později vycházely další polyglotické Bible, mezi lety 1569 a 1572 od tiskaře Christopha Plantina v Antverpách, dále Pařížská polyglota roku 1645 a Londýnská polyglota mezi lety 1654 a 1657.
Ve vícejazyčných verzích vycházely i úspěšné romány renesanční literatury, např. Historia de Grisel y Mirabella od Juana de Florès, která vznikla ve francouzsko-italské, francouzsko-italsko-španělské verzi a dalších. V bilingvní podobě vznikala díla ze všech oborů: mravoučná díla jako italská kniha La institutione di una fanciulla nata nobilmente / L'institution d'une fille de noble maison od Giovanniho Michela Bruta (1555) či botanická díla obsahující vícejazyčné rejstříky jako Icones animalium quadrupedum od Konrada Gesnera (Curych, 1553), jehož sbírka rytin je doplněna o jména vyobrazených druhů v několika jazycích. Tiskař Christophe Plantin z Antverp vydal dílo s mezinárodním politickým ohlasem, vzpomínkovou knihu na pohřeb Karla V. Habsburského La Magnifique et Somptueuse Pompe funèbre v pěti jazycích.
Určujícím prvkem bilingvní knihy ve 20. století se stalo její rozšíření mezi širokou veřejnost a do nových oborů. Bilingvní produkce se dále prohlubuje, zejména ve svých tradičních oborech a se stejným cílem jako v době svého vzniku – vznikaly technické a oficiální texty, pedagogické dokumenty, literatura ve starých i živých jazycích. Co se týče textů v klasické latině a řečtině, z iniciativy sdružení Guillauma Budého bylo v roce 1919 založeno nakladatelství Les Belles Lettres. To znovu vydalo bilingvní verzi řeckých a latinských textů s novým francouzským překladem na protější straně. Tím se inspiroval nakladatel F. Aubiera a v roce 1929 založil edici zaměřenou na klasickou německou literaturu, nejdříve vydával filozofy, poté i literáty. S dalším rozvojem se Aubierova edice otevřela klasickým dílům i z dalších jazyků, zejména z anglofonní oblasti.
V současné době bilingvní produkce tíhne k rozvoji literatury pro děti a mládež, otevření se dalším jazykovým oblastem (regionální, asijské a africké jazyky, arabština, kreolštiny atd.) a konkurenci mezi digitálními a tištěnými knihami, zejména co se týče slovníků.
V České republice se dnes na produkci bilingvních knih specializuje zejména nakladatelství Garamond, ale dvojjazyčné knihy vydávají např. i nakladatelství ComputerPress, Argo či Romeo.